# Монфор, Евгений Орестович
Барон Евгений Орестович Монфор (де-Монфор) (16 августа 1874 года — лето 1956 года) — русский и советский военачальник, генерал-майор Русской императорской армии.

## Биография
Православный. Из обрусевшей ветви европейского дворянского рода. Сын действительного статского советника Ореста Феликсовича Монфора, который жил и работал в Баку, там же Евгений Орестович окончил Бакинское реальное училище в 1891 году.
16 сентября 1891 года поступил в Николаевское инженерное училище, выпущен в 1894 году подпоручиком. Службу проходил во 2-м Кавказском саперном батальоне, затем в 6-м Восточно-Сибирском саперном батальоне, учился на геодезическом отделении Николаевской академии Генерального штаба, которую окончил в 1904 году по 1-му разряду. В составе 6-го Восточно-Сибирского батальона участвовал в русско-японской войне.
После окончания войны, с 30 декабря 1906 года служил старшим адъютантом штаба 3-го Сибирского армейского корпуса (с перерывом на цензовое командование ротой в 27-м Восточно-Сибирском стрелковом полку с 15 ноября 1908 года по 21 ноября 1909 года), с 24 ноября 1910 года — старший адъютант штаба Сибирского военного округа, с 5 декабря 1912 года — штаб-офицер для поручений при штабе 3-го Сибирского армейского корпуса.
24 апреля 1914 года был назначен и. д. начальника штаба 52-й пехотной дивизии, с которой вступил в Первую мировую войну. Был награждён Георгиевским оружием
За то, что 9 октября 1914 г. у с. Бжустов, усмотрев занятие позиции противником, угрожавшим обходом нашего правого фланга, согласно приказанию начальника дивизии, подвергая свою жизнь явной опасности, лично направил на западную окраину с. Бжустов 2½ роты, чем и способствовал решительному успеху дивизии.
11 июля 1915 года назначен и. д. начальника штаба 106-й пехотной дивизии, с начала 1916 года — командир 2-го стрелкового полка, с 30 июня 1916 года — в резерве чинов при штабе Двинского военного округа, затем был назначен начальником штаба 117-й пехотной дивизии, в начале 1917 года — начальник штаба 116-й пехотной дивизии. С 10 апреля 1918 года в распоряжении Начальника Генерального штаба.
Весной 1918 года добровольно вступил в РККА, был назначен начальником отделения организационного управления Всероглавштаба, с 27 июня 1920 года — помощник Главнокомандующего Войсками Сибири, с 29 сентября 1921 года — в резерве при штабе Отдельной Кавказской армии.
С 1923 года был военным руководителем Харьковского геодезического института, с 1929 — руководителем стрелковой секции ОСОАВИАХИМа Украины, а с 1930 — военным руководителем 2-го Московского университета.
В начале 1930-х годов был арестован по делу «Весна», 20 мая 1931 года приговорен к 5 годам ИТЛ. Приговор отбывал в «Свирьлаге», под Ленинградом. За ударную работу с учетом рабочих дней был освобожден через 3 года — 14 ноября 1934 года. С ноября 1935 по июль 1936 года работал военруком Донецкой Высшей Коммунистической сельскохозяйственной школы в Мариуполе. С сентября 1936 по ноябрь 1938 года — военрук Самаркандского сельскохозяйственного техникума им. Мичурина и средних школ № 30 и № 37 Самарканда. С сентября 1938 по сентябрь 1941 года — преподаватель иностранных языков в Узбекском государственном университете в Самарканде. С февраля 1942 по июнь 1944 года преподавал иностранные языки в Самаркандской Ворошиловградской спецшколе ВВС и Московском государственном художественном институте, г. Самарканд. С августа 1944 по февраль 1948 года — преподаватель иностранных языков в Узбекском государственном университете. Дальнейшая судьба Е. О. Монфора неизвестна.
30 июня 1989 года военной прокуратурой Киевского военного округа реабилитирован (посмертно).

## Чины
- подпоручик — (старшинство (ст.) от 08.08.1894)
- поручик — (ст. от 04.08.1896)
- штабс-капитан — (ст. от 04.08.1900)
- капитан — (ст. от 04.08.1904)
- подполковник — (ст. от 29.03.1909)
- полковник — (ст. от 25.03.1912)
- генерал-майор — 1917

## Награды
- Орден Святой Анны 4-й степени с надписью «За храбрость» (ВП от 15.12.1905) — за отличия в делах против японцев;
- Орден Святого Станислава 3-й степени с мечами и бантом (ВП от 23.12.1905) — за отличия в делах против японцев;
- Орден Святой Анны 3-й степени с мечами и бантом (1904);
- Орден Святого Станислава 2-й степени с мечами (1907);
- Орден Святой Анны 2-й степени с мечами (1907);
- Орден Святого Владимира 4-й степени (4.03.1911);
- Георгиевское оружие (ВП 5.05.1915);
- Орден Святого Владимира 3-й степени с мечами (ВП 15.06.1915)[2].